# Napęków
Napęków – wieś w Polsce położona w województwie świętokrzyskim, w powiecie kieleckim, w gminie Bieliny.

## Historia
Napęków, jak sugeruje Słownik geograficzny Królestwa Polskiego wcześniej zapewne Napęchow, na co naprowadzają nazwy wsi Pęchów i Pęchowiec w wieku XIX wieś i folwark w powiecie kieleckim, gminie Daleszyce, parafii Bieliny, leży o 17 wiorst od Kielc, przy trakcie z Kielc do Łagowa. Wieś posiadała młyn i tartak.  W 1827 miejscowość liczyła 28 domów oraz 168 mieszkańców. W Królestwie Polskim istniała gmina Napęków.
W 1864 car Aleksander II Romanow wydał ukaz o uwłaszczeniu chłopów w Królestwie Polskim. Na mocy tego dekretu ziemia i budynki posiadane przez mieszkańców Brzezinek stały się ich własnością. Folwark Napęków stanowiący majątek poduchowny z obszarem mającym 449 mórg, został przez rząd sprzedany około 1880 za 18 000 rubli srebrnych.
W czasie okupacji niemieckiej służący reżimowi III Rzeszy Kałmucki Korpus Kawalerii dokonał 5 sierpnia 1944 pacyfikacji wsi Napęków. Pacyfikacje przeprowadzane przez Kałmuków polegały na mordowaniu mieszkańców, rabunkach i paleniu zabudowań.
W latach 1954–1959 wieś należała i była siedzibą władz gromady Napęków, po jej zniesieniu w gromadzie Belno. W latach 1975–1998 miejscowość administracyjnie należała do województwa kieleckiego.
| SIMC    | Nazwa     | Rodzaj    |
| ------- | --------- | --------- |
| 0228000 | Podbelnie | część wsi |